# كاثرين بوتر
كاثرين آن بورتر (بالإنجليزية: Katherine Anne Porter)‏ (15 مايو 1890 -18 سبتمبر 1980) صحفية أمريكية، وكاتبة مقالات، وكاتبة قصة قصيرة، وروائية، وناشطة سياسية. كانت روايتها «سفينة الحمقى» عام 1962 هي الرواية الأكثر مبيعًا في أمريكا في ذلك العام، لكن قصصها القصيرة لاقت استحسانًا واسعًا من النقاد.

## سيرتها
ولدت كاثرين آن بورتر في إنديان كريك بولاية تكساس، وكان اسمها كالي راسل بورتر، ووالداها هاريسون بون بورتر وماري أليس (جونز) بورتر. يمكن تتبع شجرة عائلتها إلى ساكن الحدود الأمريكية دانيال بون، والكاتب أو. هنري (وليام سيدني بورتر)، ابن العم الثاني لوالدها.
في عام 1892 عندما كان عمر بورتر عامين، توفيت والدتها بعد شهرين من ولادة طفلها الأخير. أخذ والد بورتر أطفاله الأربعة الباقين (توفي أخوها الأكبر صغيرًا) للعيش مع والدته، كاثرين آن بورتر، في كيلي، تكساس. يمكن استنتاج عمق تأثير جدتها من تبني بورتر لاحقًا لاسمها. توفيت جدتها عندما أخذت كالي البالغة من العمر أحد عشر عامًا لزيارة أقاربها في مارفا بولاية تكساس.
بعد وفاة جدتها، عاشت العائلة في عدة بلدات في تكساس ولويزيانا، واستقروا مع أقاربهم أو عاشوا في غرف مستأجرة. التحقت بمدارس مجانية أينما كانت تعيش العائلة، وفي عام 1904 التحقت بمدرسة توماس لمدة عام، وهي مدرسة ميثودية خاصة في سان أنطونيو، تكساس. كان هذا هو تعليمها الرسمي الوحيد بعد مدرسة القواعد.
في عام 1906 عندما كانت في سن السادسة عشرة، غادرت بورتر المنزل وتزوجت جون هنري كونتز في لوفكين، تكساس. تحولت بعد ذلك إلى دينه الكاثوليكية الرومانية. كان كونتز، وهو ابن عائلة ثرية تعمل في تربية المواشي في تكساس، مسيئًا جسديًا، وفي إحدى المرات وبينما كان مخمورًا، ألقى بها عن الدرج فكُسِر كاحلها. تطلقا رسميًا في عام 1915.
هربت إلى شيكاغو في عام 1914، وهناك عملت لفترة وجيزة ككومبارس في الأفلام. ثم عادت إلى تكساس وعملت في دائرة الترفيه في المدينة الصغيرة كممثلة ومغنية. في عام 1915 طلبت تغيير اسمها إلى كاثرين آن بورتر كجزء من حكم الطلاق.
شُخصت إصابتها بالسل في عام 1915، وقضت العامين التاليين في المصحة، وهناك قررت أن تصبح كاتبة. لكنها اكتشف خلال تلك الفترة أنها مصابة بالتهاب الشعب الهوائية وليس السل. في عام 1917 بدأت الكتابة من أجل  نقد فورت وورث، ومناقشة الدراما، وكتابة ثرثرة المجتمع. في عام 1918 كتبت في صحيفة روكي ماونتن نيوز في دنفر، كولورادو. في نفس العام، كادت كاثرين أن تموت في دنفر خلال جائحة الإنفلونزا عام 1918. عندما خرجت من المستشفى بعد أشهر، كانت ضعيفة وصلعاء بالكامل. عندما نما شعرها أخيرًا، كان لونه أبيض وبقي هذا اللون لبقية حياتها. انعكست تجربتها في الثلاثية الروائية القصيرة، حصان شاحب، فارس شاحب عام 1939، التي حصلت عنها على أول ميدالية ذهبية سنوية للأدب في عام 1940 من جمعية مكتبات جامعة نيويورك.
في عام 1919 انتقلت بورتر إلى قرية غرينتش في مدينة نيويورك وكسبت رزقها من العمل ككاتبة خفية، وكتابة قصص الأطفال، والقيام بأعمال الدعاية لشركة الأفلام السينمائية. كان لهذا العام في مدينة نيويورك تأثير راديكالي سياسي عليها، وفي عام 1920 ذهبت للعمل لدى ناشر مجلة في المكسيك، وهناك تعرفت على أعضاء الحركة اليسارية المكسيكية، من بينهم دييغو ريفيرا. ولكن أصيبت بورتر في النهاية بخيبة أمل من الحركة الثورية وقادتها. في عشرينيات القرن العشرين، انتقدت الدين بشدة، وظلت كذلك حتى العقد الأخير من حياتها، عندما اعتنقت مرة أخرى الكنيسة الكاثوليكية الرومانية.

## جوائز وترشيحات
حصلت على جوائز منها:
- جائزة بوليتزر عن فئة الأعمال الخيالية، عن عمل: The Collected Stories of Katherine Anne Porter [الإنجليزية]‏ (1966)
- الجائزة الوطنية للكتاب عن فئة الخيال  [لغات أخرى]‏، عن عمل: The Collected Stories of Katherine Anne Porter [الإنجليزية]‏ (1966)
- ميدالية إمرسون - ثورياو  [لغات أخرى]‏ (1962)
- زمالة غوغنهايم.

ترشحت لـ:
- جائزة نوبل في الأدب (1966)[20]
- الجائزة الوطنية للكتاب عن فئة الخيال  [لغات أخرى]‏، عن عمل: The Collected Stories of Katherine Anne Porter [الإنجليزية]‏ (1966)
- جائزة نوبل في الأدب (1965)[20]
- جائزة نوبل في الأدب (1964)[20]
- الجائزة الوطنية للكتاب عن فئة الخيال  [لغات أخرى]‏، عن عمل: Ship of Fools (Porter novel) [الإنجليزية]‏ (1963)
- جائزة الكتاب الوطني للأعمال الواقعية [الإنجليزية]‏ (1953).

## وصلات خارجية
- كاثرين بوتر على موقع IMDb (الإنجليزية)
- كاثرين بوتر على موقع الموسوعة البريطانية (الإنجليزية)
- كاثرين بوتر على موقع مونزينجر (الألمانية)
- كاثرين بوتر على موقع ميوزك برينز (الإنجليزية)
- كاثرين بوتر على موقع قاعدة بيانات الأفلام السويدية (السويدية)
- كاثرين بوتر على موقع إن إن دي بي (الإنجليزية)
- كاثرين بوتر على موقع ديسكوغز (الإنجليزية)
- كاثرين بوتر على موقع قاعدة بيانات الفيلم (الإنجليزية)